# 1502 en littérature
| Années de la littérature : 1499 - 1500 - 1501 - 1502 - 1503 - 1504 - 1505    |
| Décennies de la littérature : 1470 - 1480 - 1490 - 1500 - 1510 - 1520 - 1530 |

Cet article présente les faits marquants de l'année 1502 en littérature.

## Évènements
- Disgrâce du poète anglais John Skelton[1].

## Parutions
- Première édition à Reggio par Dionigi Bertocchi du dictionnarium latinum, dictionnaire latin-italien d’Ambrogio Calepino (v. 1440-1510), premier dictionnaire polyglotte[2].

## Principales naissances
- Blaise de Monluc, homme de lettres et homme de guerre français († 1577).

## Principaux décès
- 1er février : Olivier de La Marche, poète et chroniqueur de cour français (né en 1426).
- Octavien de Saint-Gelais, traducteur et poète français (né en 1468).